# Günther Neureuther
Günther Neureuther, född den 6 augusti 1955 i Steingaden, Tyskland, är en västtysk judoutövare.
Han tog OS-silver i herrarnas tungvikt i samband med de olympiska judotävlingarna 1976 i Montréal.
Han tog därefter OS-brons i herrarnas halv tungvikt i samband med de olympiska judotävlingarna 1984 i Los Angeles.